# Jean-Pierre Michel (conservateur de musée)
Pour les articles homonymes, voir Jean-Pierre Michel et Michel.
Jean-Pierre Michel, né en 1945, est un historien de l'art, collectionneur, restaurateur d'œuvres d'art, traducteur, auteur suisse,, conservateur du musée François Guiguet et fondateur de TousAzimuts, Art et Joaillerie,.

## Biographie
Son grand-père paternel, Jean-Adolphe Michel,, diplomate suisse, créateur de la Poste et des réseaux téléphonique d'Abyssinie, Conseiller d'État de Menelik II, rassemble au cours de sa vie une abondante collection d'œuvres d'art du monde entier. Du côté maternel, on trouve le peintre François Guiguet et le pionnier de l'aviation française Joseph-Henri Guiguet, As de la Première Guerre mondiale.
Jean-Pierre Michel poursuit les collections familiales et tout particulièrement celle de la Chine. Avec Jean-Raphaël Hirsch, il fonde dans les années 1980 la Galerie H-M (Hirsch-Michel) à Paris où il expose aussi bien des pièces antiques, des pierres précieuses de sa marque de joaillerie TousAzimuts, Art et Joaillerie, et défendra quelques rares peintres contemporains tels que Kei Mitsuuchi ou ses amis Pierre Tal-Coat, Angel Alonso, et Budwin Conn. Il expose également le céramiste Daniel de Montmollin et le maître verrier Olivier Juteau.
En 1984, il fonde le musée François Guiguet dont il sera le conservateur et publiera un livre consacré au peintre.
En 2012, Jean-Pierre Michel, spécialiste de la restauration et de la conservation des œuvres sur papier, restaure et monte les dessins de Fragonard du musée de Grasse.
En 2014, il forme à la conservation et à la restauration des œuvres sur papier Paul-Clément Neumann, et défend les œuvres du jeune peintre et sculpteur en éditant ses sculptures en bronze.
Jean-Pierre Michel édite également l'œuvre sculptée de Thierry Alonso Gravleur (1966 - 2021)

### Collections et expositions
À 18 ans, il achète ses premières monnaies chinoises et il continuera pendant plus de 50 ans, rassemblant une remarquable collection retraçant l'intégralité du monnayage de ce pays. Ce sera pour lui le bonheur de nouer de profondes amitiés entre la Chine et la Suisse qui lui permettront d'approfondir ses connaissances et d'enrichir considérablement ses vastes collections initiées par ses grands-parents (peintures, calligraphies, pains d'encres, pinceaux, jades, piying, etc.). Son amie Danielle Elisseeff, historienne de la Chine et du Japon l'encouragera, ainsi que François Thierry de Crussol, conservateur général des Bibliothèques nationales de France, qui l'aidera beaucoup dans le déchiffrement et la datation de ses monnaies les plus anciennes.
En 2005, à l'occasion du Festival des Antipodes, il expose son importante collection d'opales d'Australie à Saint-Tropez.
À la suite de l'exposition pour l'Année de la Chine à Saint-Tropez en 2004, il expose en 2006 une grande partie de ses collections d'Art chinois au Castello Di Duino en Italie, avec le précieux concours de François Thierry de Crussol et de Danielle Elisseeff, tout en étant membre du comité scientifique. À cette occasion, Jean-Pierre Michel publie Modernité de la monnaie chinoise traditionnelle de François Thierry de Crussol et le catalogue La Cina al Castello Di Duino sera entièrement consacré à ses collections,. Cette exposition rassemble les plus belles œuvres de peintres de l'école de Tianjin dont Wang Meifang et Zhao Guojing avec l'intégralité du cycle illustrant La Pérégrination vers l'Ouest et la suite de peintures des Douze Belles de Jinling, les fameuses héroïnes du Rêve dans le pavillon rouge ; ainsi qu'un ensemble de peintures de He Jiaying.

## Publications
- Granum Sinapis - Maître Eckhart - Illustré et édité par Alain de la Bourdonaye  et traduit par Jean-Pierre Michel - 1991[9]
- François Guiguet 1860-1937 -  Musée de Corbelin -    (ISBN 2951082606) - 1996
- Wang MeiFang : Se souvenir des saveurs d'autrefois  Mairie de Saint-Tropez -  (ISBN 2-9522257-0-2) - 2004
- La Cina al Castello Di Duino Danielle Elisseeff - François Thierry de Crussol - Jean-Pierre Michel - Edizioni Fenice Trieste - 2006
- Liber Veritatis - Paul-Clément Neumann - Peintures et Sculpture - Catalogue raisonné des œuvres de l’artiste Auteur Jean-Pierre Michel[10]

## Traductions
- Granum Sinapis - Maître Eckhart - Illustré, édité par Alain de la Bourdonaye  et traduit par Jean-Pierre Michel - 1991[9]
- " Fragile beauté et Bonheur d'une rencontre éternelle " - Li Qingzhao -  poèmes traduits par Danielle Élisseeff et Jean-Pierre Michel -  Wang Meifang : Se souvenir des saveurs d'autrefois  Catalogue Année de la Chine, 2004

## Éditeur
- Modernité de la Monnaie chinoise traditionnelle - François Thierry de Crussol - Castello di Duino - 2006

## Théâtre
Comme assistant metteur en scène :
- 1967 : Le Cimetière des voitures, mis en scène par Victor Garcia au Théâtre des Arts
- 1969 : Mère Courage et ses enfants de Bertolt Brecht avec Maria Casares
- Ajax de Sophocle, mis en scène par Jean Mylonas, avec Pierre Tabard et Catherine Sellers

## Filmographie
Comme accessoiriste :
1970 : Ils, avec Alexandra Stewart, André Dussollier, Michel Duchaussoy, Charles Vanel, Dani, Henri Crémieux. Participe au Festival de Damas, Dakar, Cannes (projection Quinzaine des Réalisateurs en hommage à Charles Vanel).
Comme assistant metteur en scène :
1970 : OSS 117 prend des vacances de Pierre Kalfon